# 鈴木なお
鈴木 なお（すずき なお、1982年7月15日 - ）は神奈川県座間市出身のタレント。所属事務所はバイオス。身長158cm、B78・W53・H78のBカップ。

## 出演

### テレビ
- ぶちぬき（テレビ東京、2005年 -  2006年）
- インターネットテレビ ひかり荘（casTY、2005年- ）
- パオパオ アソビ★クリエイターズ（BS日テレ、2006年- ）

### CM
- 桃太郎電鉄 桃娘